# Champiaceae
Champiaceae is een familie van roodwieren uit de orde Rhodymeniales.

## Geslachten
- Champia Desvaux, 1809
- Champiocolax Bula-Meyer, 1985
- Chylocladia Greville, 1833
- Coelothrix Børgesen, 1920
- Dictyothamnion A.J.K.Millar, 1990
- Gastroclonium Kützing, 1843
- Neogastroclonium L.Le Gall, Dalen & G.W.Saunders, 2008

Niet (meer) geaccepteerde geslachten
- Coeloseira Hollenberg, 1941 → Gastroclonium Kützing, 1843
- Gastridium Lyngbye, 1819 → Chylocladia Greville, 1833
- Mertensia Thunberg ex Roth, 1806 → Champia Desvaux, 1809